# Przytulia właściwa
Przytulia właściwa (Galium verum L.) – gatunek rośliny wieloletniej  należący do rodziny marzanowatych. Znany też jako przytulia żółta. Jest szeroko rozprzestrzeniony w Europie, Azji i Afryce Północnej. W Polsce jest pospolity na całym niżu i w niższych położeniach górskich.

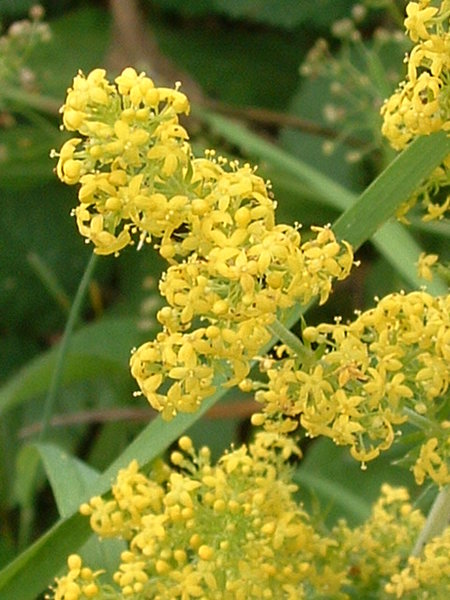
Kwiatostan

## Morfologia
ŁodygaWzniesiona lub pokładająca się, o wysokości do 1 m, niemal obła, krótko owłosiona. Roślina pod ziemią posiada trwałe kłącze wytwarzające rozłogi.
LiścieUlistnienie okółkowe,  w okółku 8-12 liści. Liście o szerokości 1-2 mm, ostro zakończone, równowąskie lub lancetowate, przeważnie podwinięte. Mają jeden tylko nerw główny, są całobrzegie, jaśniejsze i kutnerowate na spodniej stronie.
KwiatyZebrane w wydłużone i gęsto owłosione kwiatostany wyrastające po dwa z okółków liści. Kwiaty promieniste, małe, pachnące miodem, na szypułkach o długości 3-4 mm, poziomo odstających. Korona zrosłopłatkowa o średnicy 2-3 mm, krótkiej rurce, złożona z 4 żółtych płatków. Wewnątrz niej 4 przyrośnięte do niej pręciki i 1 słupek z dolną zalążnią i dwoma szyjkami o główkowatych znamionach. Roślina miododajna, nektar znajduje się na dnie kwiatowym.
OwocRozłupnia rozpadająca się na dwa nagie i gładkie orzeszki.

## Biologia i ekologia
Bylina, hemikryptofit. Kwiaty przedprątne, kwitną od lipca do września, zapylane są przez drobne muchówki. Siedlisko: suche łąki, miedze, zarośla. W klasyfikacji zbiorowisk roślinnych gatunek charakterystyczny dla Cl. Trifolio-Geranietea. Jest jedną z roślin żywicielskich gąsienic motyla zmrocznika pazika i wielu gatunków zawisaków.

## Zastosowanie
Dawniej stosowana wymiennie zamiast podpuszczki przy produkcji serów podpuszczkowych. Obecnie wciąż wykorzystywana przy wyrobie angielskiego sera Gloucester.

## Zmienność
Tworzy mieszańce z przytulią białą, p. leśną i p. siną.